# Copa Africana de Naciones 2023
La Copa Africana de Naciones de 2023 fue la 34.ª edición del mayor torneo internacional de selecciones del continente africano. Se desarrolló en Costa de Marfil entre enero y febrero de 2024 después de que la Confederación Africana de Fútbol (CAF) designara a este país como sede el 20 de septiembre de 2014.
El 3 de julio de 2022, se confirmó que la competición se postergaría de junio y julio de 2023 a principios de 2024 debido a problemas climáticos durante el verano en Costa de Marfil. A pesar de celebrarse en 2024, el torneo mantuvo el nombre de «Copa Africana de Naciones 2023».

## Elección del país anfitrión
| Clasificado | No clasificó |

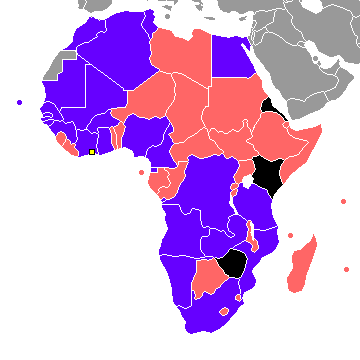
Situación de los países respecto a la clasificación.
Clasificado
No clasificó
Se retiró, fue descalificado o no participó
No es parte de CAF

Guinea se presentó como candidata para organizar la Copa Africana de Naciones 2019. En el proceso de elección de la sede para el torneo de aquel año también se presentaron Argelia, Camerún, Costa de Marfil y Zambia. En abril de 2014 una delegación constituida por el comité ejecutivo de la CAF visitó cuatro ciudades guineanas: Labé, Kankan, Nzérékoré y la capital Conakri; en cada ciudad se inspeccionaron instalaciones hoteleras, centros médicos, aeropuertos, campos de entrenamiento y estadios, así como vías de transporte y comunicaciones.
Finalmente, el 20 de septiembre de 2014 tras una reunión en Adís Abeba, el Comité Ejecutivo de la CAF designó a Camerún como organizador de la Copa Africana de Naciones 2019 y a Costa de Marfil para la edición del año 2021, sin embargo, en esa misma reunión se anunció a Guinea como el país sede de la Copa Africana de Naciones 2023. Esta decisión llegó de manera inesperada ya que la elección de la sede para el torneo del año 2023 aún no estaba prevista, un vocero de la CAF declaró que en base al compromiso mostrado por la delegación guineana en la presentación que ofreció el comité tomó una decisión inmediata.
El 30 de noviembre de 2018, la CAF despojó a Camerún de ser anfitrión de la edición 2019 debido a la falta de velocidad en el progreso en los preparativos para ser la sede, pero aceptó la solicitud del expresidente de la CAF Ahmad Ahmad de organizar la siguiente edición en 2021. En consecuencia, los anfitriones originales de 2021, Costa de Marfil, acogerían la edición de 2023, y los anfitriones originales de 2023, Guinea, acogerían la edición 2025, que hasta entonces aún no tenía anfitrión.
El 30 de enero de 2019, el presidente de la CAF confirmó el cambio de calendario tras una reunión con el presidente de Costa de Marfil Alassane Ouattara en Abiyán, Costa de Marfil.

## Sedes
En total fueron designados por parte de los organizadores seis estadios, siendo estos los siguientes:
| Estadio Alassane Ouattara    | Estadio Félix Houphouët-Boigny | Estadio Bouaké              |
| Capacidad: 60 000            | Capacidad: 45 000              | Capacidad: 40 000           |
|                              |                                |                             |
| Korhogo                      | San Pedro                      | Yamusukro                   |
| Estadio Amadou Gon Coulibaly | Estadio Laurent Pokou          | Estadio Charles Konan Banny |
| Capacidad: 20 000            | Capacidad: 20 000              | Capacidad: 20 000           |
|                              |                                |                             |

## Equipos participantes
| Equipos participantes | Equipos participantes | Equipos participantes | Equipos participantes |
| --------------------- | --------------------- | --------------------- | --------------------- |
| Angola                | Egipto                | Malí                  | RD Congo              |
| Argelia               | Gambia                | Marruecos             | Senegal               |
| Burkina Faso          | Ghana                 | Mauritania            | Sudáfrica             |
| Cabo Verde            | Guinea                | Mozambique            | Tanzania              |
| Camerún               | Guinea-Bisáu          | Namibia               | Túnez                 |
| Costa de Marfil       | Guinea Ecuatorial     | Nigeria               | Zambia                |

### Sorteo
El sorteo se realizó el 12 de octubre de 2023 en el Parque de Exposiciones de Abiyán, ubicado en Abiyán, Costa de Marfil.
| Bombo 1                                                            | Bombo 2                                          | Bombo 3                                                         | Bombo 4                                                |
| ------------------------------------------------------------------ | ------------------------------------------------ | --------------------------------------------------------------- | ------------------------------------------------------ |
| Costa de Marfil (anfitrión) Marruecos Senegal Túnez Argelia Egipto | Nigeria Camerún Malí Burkina Faso Ghana RD Congo | Sudáfrica Cabo Verde Guinea Zambia Guinea Ecuatorial Mauritania | Guinea-Bisáu Mozambique Namibia Angola Gambia Tanzania |

## Árbitros
Los siguientes árbitros fueron escogidos para la Copa Africana de Naciones 2023.
Árbitros principales
- Rédouane Jiyed
- Mustapha Ghorbal
- Gamouh Youcef
- Zamel . com
- Pacifique Ndabihawenimana
- Mahamat Alhadji Aliaou
- Kalilou Ibrahim Traoré
- Jean Jacques Ndala Ngambo
- Amin Omar
- Mohamed Marouf
- Mohamed Elsaid
- Bamlak Tessema Weyesa
- Atcho Pierre
- Mebiame Patrice Tanguy
- Peter Waweru
- Mutaz Ibrahim
- Boubou Traoré
- Abdel Aziz Bouh
- Dahane Beida
- Samir Guezzaz
- Jalal Jayed
- Bouchra Karboubi
- Samuel Uwikunda
- Issa Sy
- Omar Abdulkadir Artan
- Tom Abongile

Árbitros asistentes
- Abbes Akram Zerhouni
- Mokrane Gourari
- Jetson Emiliano Dos Santos
- Lopes Ivanildo Oliveira
- Ayimavo Eric
- Tiama Seydou
- Elvis Noupue
- Carine Atezambong
- Steven Moutsassi
- Ngoh Adou Hermann
- Nouho Ouattara
- Liban Abdoulrazack
- Ahmed Hossameldin Taha Ibrahim
- Mahmoud Ahmed Kamedi Abouregal
- Ditsoga Marlene
- Gilbert Cheriot
- Yiembe Stephen
- Sourou Phatsoane
- Amsaed Essa
- Dimbiniaina Andriatianarivelo
- Modibe Samake
- Azgaou Lahsen
- Mostafa Akarkad
- Arsenio Maringule
- Abdelmiro Dos Reis
- Djibril Camara
- Nouha Bangoura
- Ahonto Koffi
- Hassani Khalil
- Diana Chicotesha

Árbitros VAR
- Miguel Vidal muñoz
- Mahmoud Mohamed Ashour
- Mahmoud Zakaria Elbanna
- Daniel Laryea
- Zakaria Brinzi
- Rédouane Jiyed
- Ahmed Heerelal
- María Rivet
- Salima Mukansanga
- Akhona Makalima
- Abdallah Ibrahim
- Haythem Guirat

## Fase de grupos
- Las horas indicadas en los partidos corresponden al huso horario local de Costa de Marfil: (UTC±0).

Criterios de desempate
Los equipos se clasificaron basándose en puntos (3 puntos por una victoria, un punto por un empate, 0 puntos por una derrota) y, si estaban empatados, se aplicaban los siguientes criterios de desempate, en el orden dado, para determinar las clasificaciones (artículo 74 del Reglamento):
1. Puntos en partidos directos;
2. Gol diferencia en partidos directos;
3. Goles anotados en partidos directos;
4. Si más de dos equipos estaban empatados, y después de aplicar todos los criterios previos, existía todavía empate, todos los criterios anteriores se aplicaban exclusivamente al subconjunto de equipos que se encontraban empatados;
5. Gol diferencia en todos los partidos del grupo;
6. Goles anotados en todos los partidos del grupo;
7. Sorteo.

     – Clasificados para los Octavos de final. 
     – Clasificados como uno de los cuatro mejores terceros.

### Grupo A
| Equipo            | Pts | PJ | PG | PE | PP | GF | GC | Dif |
| ----------------- | --- | -- | -- | -- | -- | -- | -- | --- |
| Guinea Ecuatorial | 7   | 3  | 2  | 1  | 0  | 9  | 3  | 6   |
| Nigeria           | 7   | 3  | 2  | 1  | 0  | 3  | 1  | 2   |
| Costa de Marfil   | 3   | 3  | 1  | 0  | 2  | 2  | 5  | –3  |
| Guinea-Bisáu      | 0   | 3  | 0  | 0  | 3  | 2  | 7  | –5  |

| 13 de enero de 2024 | Costa de Marfil           | 2:0 (1:0) | Guinea-Bisáu | Estadio Alassane Ouattara, Abiyán                                         |                                                                           |
| 20:00               | S. Fofana 4' · Krasso 58' | Reporte   |              | Asistencia: 36 858 espectadores Árbitro(s): Amin Omar VAR: Mahmoud Elbana | Asistencia: 36 858 espectadores Árbitro(s): Amin Omar VAR: Mahmoud Elbana |

| 14 de enero de 2024 | Nigeria     | 1:1 (1:1) | Guinea Ecuatorial | Estadio Alassane Ouattara, Abiyán                                            |                                                                              |
| 14:00               | Osimhen 38' | Reporte   | Salvador 36'      | Asistencia: 8500 espectadores Árbitro(s): Abongile Tom VAR: Lahlou Benbraham | Asistencia: 8500 espectadores Árbitro(s): Abongile Tom VAR: Lahlou Benbraham |

| 18 de enero de 2024 | Guinea Ecuatorial               | 4:2 (1:1) | Guinea-Bisáu                        | Estadio Alassane Ouattara, Abiyán                                               |                                                                                 |
| 14:00               | Nsue 21', 51', 61' · Josete 46' | Reporte   | Esteban 37' (a.g.) · Zé Turbo 90+3' | Asistencia: 13 888 espectadores Árbitro(s): Samuel Uwikunda VAR: Haythem Guirat | Asistencia: 13 888 espectadores Árbitro(s): Samuel Uwikunda VAR: Haythem Guirat |

| 18 de enero de 2024 | Costa de Marfil | 0:1 (0:0) | Nigeria                 | Estadio Alassane Ouattara, Abiyán                                                  |                                                                                    |
| 17:00               |                 | Reporte   | Troost-Ekong 55' (pen.) | Asistencia: 49 517 espectadores Árbitro(s): Mustapha Ghorbal VAR: Lahlou Benbraham | Asistencia: 49 517 espectadores Árbitro(s): Mustapha Ghorbal VAR: Lahlou Benbraham |

| 22 de enero de 2024 | Guinea-Bisáu | 0:1 (0:1) | Nigeria             | Estadio Félix Houphouët-Boigny, Abiyán                       |                                                              |
| 17:00               |              | Reporte   | Sanganté 36' (a.g.) | Asistencia: 15 650 espectadores Árbitro(s): Bouchra Karboubi | Asistencia: 15 650 espectadores Árbitro(s): Bouchra Karboubi |

| 22 de enero de 2024 | Guinea Ecuatorial                     | 4:0 (1:0) | Costa de Marfil | Estadio Alassane Ouattara, Abiyán                          |                                                            |
| 17:00               | Nsue 42', 75' · Ganet 73' · Buyla 88' | Reporte   |                 | Asistencia: 42 550 espectadores Árbitro(s): Mahmood Ismail | Asistencia: 42 550 espectadores Árbitro(s): Mahmood Ismail |

### Grupo B
| Equipo     | Pts | PJ | PG | PE | PP | GF | GC | Dif |
| ---------- | --- | -- | -- | -- | -- | -- | -- | --- |
| Cabo Verde | 7   | 3  | 2  | 1  | 0  | 7  | 3  | 4   |
| Egipto     | 3   | 3  | 0  | 3  | 0  | 6  | 6  | 0   |
| Ghana      | 2   | 3  | 0  | 2  | 1  | 5  | 6  | –1  |
| Mozambique | 2   | 3  | 0  | 2  | 1  | 4  | 7  | –3  |

| 14 de enero de 2024 | Egipto                                  | 2:2 (1:0) | Mozambique            | Estadio Félix Houphouët-Boigny, Abiyán                                     |                                                                            |
| 17:00               | Mostafa Mohamed 2' · Salah 90+7' (pen.) | Reporte   | Witi 55' · Clésio 58' | Asistencia: 11 933 espectadores Árbitro(s): Dahane Beida VAR: Peter Waweru | Asistencia: 11 933 espectadores Árbitro(s): Dahane Beida VAR: Peter Waweru |

| 14 de enero de 2024 | Ghana     | 1:2 (0:1) | Cabo Verde                     | Estadio Félix Houphouët-Boigny, Abiyán                                                      |                                                                                             |
| 20:00               | Djiku 56' | Reporte   | Monteiro 17' · Rodrigues 90+2' | Asistencia: 11 943 espectadores Árbitro(s): Jean Jacques Ndala Ngambo VAR: Mustapha Ghorbal | Asistencia: 11 943 espectadores Árbitro(s): Jean Jacques Ndala Ngambo VAR: Mustapha Ghorbal |

| 18 de enero de 2024 | Egipto                             | 2:2 (0:1) | Ghana            | Estadio Félix Houphouët-Boigny, Abiyán                                |                                                                       |
| 20:00               | Marmoush 69' · Mostafa Mohamed 74' | Reporte   | Kudus 45+3', 71' | Asistencia: 20 808 espectadores Árbitro(s): Pierre Atcho VAR: Issa Sy | Asistencia: 20 808 espectadores Árbitro(s): Pierre Atcho VAR: Issa Sy |

| 19 de enero de 2024 | Cabo Verde                       | 3:0 (1:0) | Mozambique | Estadio Félix Houphouët-Boigny, Abiyán                                      |                                                                             |
| 14:00               | Bebé 32' · Mendes 51' · Pina 69' | Reporte   |            | Asistencia: 5794 espectadores Árbitro(s): Samir Guezzaz VAR: Rédouane Jiyed | Asistencia: 5794 espectadores Árbitro(s): Samir Guezzaz VAR: Rédouane Jiyed |

| 22 de enero de 2024 | Mozambique                         | 2:2 (0:1) | Ghana                          | Estadio Alassane Ouattara, Abiyán                       |                                                         |
| 20:00               | Geny 90+1' (pen.) · Reinildo 90+4' | Reporte   | J. Ayew 15' (pen.), 70' (pen.) | Asistencia: 6000 espectadores Árbitro(s): Ibrahim Mutaz | Asistencia: 6000 espectadores Árbitro(s): Ibrahim Mutaz |

| 22 de enero de 2024 | Cabo Verde                        | 2:2 (1:0) | Egipto                                | Estadio Félix Houphouët-Boigny, Abiyán                            |                                                                   |
| 20:00               | G. Tavares 45+1' · Teixeira 90+9' | Reporte   | Trézéguet 50' · Mostafa Mohamed 90+3' | Asistencia: 15 650 espectadores Árbitro(s): Alhadj Allaou Mahamat | Asistencia: 15 650 espectadores Árbitro(s): Alhadj Allaou Mahamat |

### Grupo C
| Equipo  | Pts | PJ | PG | PE | PP | GF | GC | Dif |
| ------- | --- | -- | -- | -- | -- | -- | -- | --- |
| Senegal | 9   | 3  | 3  | 0  | 0  | 8  | 1  | 7   |
| Camerún | 4   | 3  | 1  | 1  | 1  | 5  | 6  | –1  |
| Guinea  | 4   | 3  | 1  | 1  | 1  | 2  | 3  | –1  |
| Gambia  | 0   | 3  | 0  | 0  | 3  | 2  | 7  | –5  |

| 15 de enero de 2024 | Senegal                       | 3:0 (1:0) | Gambia | Estadio Charles Konan Banny, Yamusukro                                      |                                                                             |
| 14:00               | P. Gueye 4' · Camara 52', 86' | Reporte   |        | Asistencia: 7896 espectadores Árbitro(s): Rédouane Jiyed VAR: Samir Guezzaz | Asistencia: 7896 espectadores Árbitro(s): Rédouane Jiyed VAR: Samir Guezzaz |

| 15 de enero de 2024 | Camerún   | 1:1 (0:1) | Guinea   | Estadio Charles Konan Banny, Yamusukro                                        |                                                                               |
| 17:00               | Magri 51' | Reporte   | Bayo 10' | Asistencia: 11 271 espectadores Árbitro(s): Mutaz Ibrahim VAR: Mahmoud Ashour | Asistencia: 11 271 espectadores Árbitro(s): Mutaz Ibrahim VAR: Mahmoud Ashour |

| 19 de enero de 2024 | Senegal                                  | 3:1 (1:0) | Camerún         | Estadio Charles Konan Banny, Yamusukro                                         |                                                                                |
| 17:00               | I. Sarr 16' · H. Diallo 71' · Mané 90+5' | Reporte   | Castelletto 83' | Asistencia: 19 176 espectadores Árbitro(s): Mahmood Ismail VAR: Mahmoud Ashour | Asistencia: 19 176 espectadores Árbitro(s): Mahmood Ismail VAR: Mahmoud Ashour |

| 19 de enero de 2024 | Guinea        | 1:0 (0:0) | Gambia | Estadio Charles Konan Banny, Yamusukro                                        |                                                                               |
| 20:00               | A. Camara 69' | Reporte   |        | Asistencia: 19 822 espectadores Árbitro(s): Abdel Aziz Bouh VAR: Dahane Beida | Asistencia: 19 822 espectadores Árbitro(s): Abdel Aziz Bouh VAR: Dahane Beida |

| 23 de enero de 2024 | Guinea | 0:2 (0:0) | Senegal               | Estadio Charles Konan Banny, Yamusukro                                |                                                                       |
| 17:00               |        | Reporte   | Seck 61' · Ndiaye 90' | Asistencia: 15 753 espectadores Árbitro(s): Pacifique Ndabihawenimana | Asistencia: 15 753 espectadores Árbitro(s): Pacifique Ndabihawenimana |

| 23 de enero de 2024 | Gambia                     | 2:3 (0:0) | Camerún                                         | Estadio Bouaké, Bouaké                                            |                                                                   |
| 17:00               | Jallow 72' · E. Colley 85' | Reporte   | Toko Ekambi 56' · Gómez 87' (a.g.) · Wooh 90+1' | Asistencia: 24 172 espectadores Árbitro(s): Bamlak Tessema Weyesa | Asistencia: 24 172 espectadores Árbitro(s): Bamlak Tessema Weyesa |

### Grupo D
| Equipo       | Pts | PJ | PG | PE | PP | GF | GC | Dif |
| ------------ | --- | -- | -- | -- | -- | -- | -- | --- |
| Angola       | 7   | 3  | 2  | 1  | 0  | 6  | 3  | 3   |
| Burkina Faso | 4   | 3  | 1  | 1  | 1  | 3  | 4  | –1  |
| Mauritania   | 3   | 3  | 1  | 0  | 2  | 3  | 4  | –1  |
| Argelia      | 2   | 3  | 0  | 2  | 1  | 3  | 4  | –1  |

| 15 de enero de 2024 | Argelia       | 1:1 (1:0) | Angola              | Estadio Bouaké, Bouaké                                                |                                                                       |
| 20:00               | Bounedjah 18' | Reporte   | Mabululu 68' (pen.) | Asistencia: 19 740 espectadores Árbitro(s): Issa Sy VAR: Pierre Atcho | Asistencia: 19 740 espectadores Árbitro(s): Issa Sy VAR: Pierre Atcho |

| 16 de enero de 2024 | Burkina Faso        | 1:0 (0:0) | Mauritania | Estadio Bouaké, Bouaké                                                      |                                                                             |
| 14:00               | Traoré 90+6' (pen.) | Reporte   |            | Asistencia: 27 898 espectadores Árbitro(s): Jalal Jayed VAR: Haythem Guirat | Asistencia: 27 898 espectadores Árbitro(s): Jalal Jayed VAR: Haythem Guirat |

| 20 de enero de 2024 | Argelia              | 2:2 (0:1) | Burkina Faso                     | Estadio Bouaké, Bouaké                                   |                                                          |
| 14:00               | Bounedjah 51', 90+5' | Reporte   | Konaté 45+3' · Traoré 71' (pen.) | Asistencia: 33 501 espectadores Árbitro(s): Abongile Tom | Asistencia: 33 501 espectadores Árbitro(s): Abongile Tom |

| 20 de enero de 2024 | Mauritania                 | 2:3 (1:1) | Angola                         | Estadio Bouaké, Bouaké                                      |                                                             |
| 17:00               | Bouna Amar 43' · Koita 58' | Reporte   | Gelson 30', 50' · Gilberto 53' | Asistencia: 36 318 espectadores Árbitro(s): Mohamed Maarouf | Asistencia: 36 318 espectadores Árbitro(s): Mohamed Maarouf |

| 23 de enero de 2024 | Angola                    | 2:0 (1:0) | Burkina Faso | Estadio Charles Konan Banny, Yamusukro                                |                                                                       |
| 20:00               | Mabululu 36' · Zini 90+2' | Reporte   |              | Asistencia: 15 753 espectadores Árbitro(s): Jean Jacques Ndala Ngambo | Asistencia: 15 753 espectadores Árbitro(s): Jean Jacques Ndala Ngambo |

| 23 de enero de 2024 | Mauritania | 1:0 (1:0) | Argelia | Estadio Bouaké, Bouaké                                            |                                                                   |
| 20:00 | Yali 37'   | Reporte   |         | Asistencia: 28 010 espectadores Árbitro(s): Omar Abdulkadir Artan | Asistencia: 28 010 espectadores Árbitro(s): Omar Abdulkadir Artan |
| Primera clasificación de Mauritania a una segunda fase de una Copa Africana de Naciones Primera victoria de Mauritania en una Copa Africana de Naciones. |            |           |         |                                                                   |                                                                   |

### Grupo E
| Equipo    | Pts | PJ | PG | PE | PP | GF | GC | Dif |
| --------- | --- | -- | -- | -- | -- | -- | -- | --- |
| Malí      | 5   | 3  | 1  | 2  | 0  | 3  | 1  | 2   |
| Sudáfrica | 4   | 3  | 1  | 1  | 1  | 4  | 2  | 2   |
| Namibia   | 4   | 3  | 1  | 1  | 1  | 1  | 4  | –3  |
| Túnez     | 2   | 3  | 0  | 2  | 1  | 1  | 2  | –1  |

| 16 de enero de 2024                                          | Túnez | 0:1 (0:0) | Namibia   | Estadio Amadou Gon Coulibaly, Korhogo                                                |                                                                                      |
| 17:00                                                        |       | Reporte   | Hotto 88' | Asistencia: 13 991 espectadores Árbitro(s): Omar Abdulkadir Artan VAR: Daniel Laryea | Asistencia: 13 991 espectadores Árbitro(s): Omar Abdulkadir Artan VAR: Daniel Laryea |
| Primera victoria de Namibia en una Copa Africana de Naciones |       |           |           |                                                                                      |                                                                                      |

| 16 de enero de 2024 | Malí                         | 2:0 (0:0) | Sudáfrica | Estadio Amadou Gon Coulibaly, Korhogo                                          |                                                                                |
| 20:00               | H. Traoré 60' · Sinayoko 66' | Reporte   |           | Asistencia: 16 894 espectadores Árbitro(s): Mohamed Adel VAR: Lahlou Benbraham | Asistencia: 16 894 espectadores Árbitro(s): Mohamed Adel VAR: Lahlou Benbraham |

| 20 de enero de 2024 | Túnez     | 1:1 (1:1) | Malí         | Estadio Amadou Gon Coulibaly, Korhogo                         |                                                               |
| 20:00               | Rafia 20' | Reporte   | Sinayoko 10' | Asistencia: 18 130 espectadores Árbitro(s): Daniel Nii Laryea | Asistencia: 18 130 espectadores Árbitro(s): Daniel Nii Laryea |

| 21 de enero de 2024 | Sudáfrica                             | 4:0 (3:0) | Namibia | Estadio Amadou Gon Coulibaly, Korhogo                   |                                                         |
| 20:00               | Tau 14' · Zwane 25', 40' · Maseko 75' | Reporte   |         | Asistencia: 9304 espectadores Árbitro(s): Youcef Gamouh | Asistencia: 9304 espectadores Árbitro(s): Youcef Gamouh |

| 24 de enero de 2024 | Sudáfrica | 0:0     | Túnez | Estadio Amadou Gon Coulibaly, Korhogo               |                                                     |
| 17:00               |           | Reporte |       | Asistencia: 12 847 espectadores Árbitro(s): Issa Sy | Asistencia: 12 847 espectadores Árbitro(s): Issa Sy |

| 24 de enero de 2024                                                                  | Namibia | 0:0     | Malí | Estadio Laurent Pokou, San Pedro                            |                                                             |
| 17:00                                                                                |         | Reporte |      | Asistencia: 15 231 espectadores Árbitro(s): Samuel Uwikunda | Asistencia: 15 231 espectadores Árbitro(s): Samuel Uwikunda |
| Primera clasificación de Namibia a una segunda fase de una Copa Africana de Naciones |         |         |      |                                                             |                                                             |

### Grupo F
| Equipo                          | Pts | PJ | PG | PE | PP | GF | GC | Dif |
| ------------------------------- | --- | -- | -- | -- | -- | -- | -- | --- |
| Marruecos                       | 7   | 3  | 2  | 1  | 0  | 5  | 1  | 4   |
| República Democrática del Congo | 3   | 3  | 0  | 3  | 0  | 2  | 2  | 0   |
| Zambia                          | 2   | 3  | 0  | 2  | 1  | 2  | 3  | –1  |
| Tanzania                        | 2   | 3  | 0  | 2  | 1  | 1  | 4  | –3  |

| 17 de enero de 2024 | Marruecos                              | 3:0 (1:0) | Tanzania | Estadio Laurent Pokou, San Pedro                                                      |                                                                                       |
| 17:00               | Saïss 30' · Ounahi 77' · En-Nesyri 80' | Reporte   |          | Asistencia: 15 478 espectadores Árbitro(s): Alhadj Allaou Mahamat VAR: Mohamed Ashour | Asistencia: 15 478 espectadores Árbitro(s): Alhadj Allaou Mahamat VAR: Mohamed Ashour |

| 17 de enero de 2024 | República Democrática del Congo | 1:1 (1:1) | Zambia     | Estadio Laurent Pokou, San Pedro                                                    |                                                                                     |
| 20:00               | Wissa 27'                       | Reporte   | Kangwa 23' | Asistencia: 15 478 espectadores Árbitro(s): Bamlak Tessema Weyesa VAR: Dahane Beida | Asistencia: 15 478 espectadores Árbitro(s): Bamlak Tessema Weyesa VAR: Dahane Beida |

| 21 de enero de 2024 | Marruecos | 1:1 (1:0) | República Democrática del Congo | Estadio Laurent Pokou, San Pedro                         |                                                          |
| 14:00               | Hakimi 6' | Reporte   | Silas 76'                       | Asistencia: 13 342 espectadores Árbitro(s): Peter Waweru | Asistencia: 13 342 espectadores Árbitro(s): Peter Waweru |

| 21 de enero de 2024 | Zambia   | 1:1 (0:1) | Tanzania  | Estadio Laurent Pokou, San Pedro                                 |                                                                  |
| 17:00               | Daka 88' | Reporte   | Msuva 11' | Asistencia: 13 342 espectadores Árbitro(s): Djindo Houngnandande | Asistencia: 13 342 espectadores Árbitro(s): Djindo Houngnandande |

| 24 de enero de 2024 | Tanzania | 0:0     | República Democrática del Congo | Estadio Amadou Gon Coulibaly, Korhogo                 |                                                       |
| 20:00               |          | Reporte |                                 | Asistencia: 12 847 espectadores Árbitro(s): Amin Omar | Asistencia: 12 847 espectadores Árbitro(s): Amin Omar |

| 24 de enero de 2024 | Zambia | 0:1 (0:1) | Marruecos  | Estadio Laurent Pokou, San Pedro                           |                                                            |
| 20:00               |        | Reporte   | Ziyech 37' | Asistencia: 15 231 espectadores Árbitro(s): Patrice Tanguy | Asistencia: 15 231 espectadores Árbitro(s): Patrice Tanguy |

### Mejores terceros
| Equipo          | Grupo | Pts | PJ | PG | PE | PP | GF | GC | Dif |
| --------------- | ----- | --- | -- | -- | -- | -- | -- | -- | --- |
| Guinea          | C     | 4   | 3  | 1  | 1  | 1  | 2  | 3  | –1  |
| Namibia         | E     | 4   | 3  | 1  | 1  | 1  | 1  | 4  | –3  |
| Mauritania      | D     | 3   | 3  | 1  | 0  | 2  | 3  | 4  | –1  |
| Costa de Marfil | A     | 3   | 3  | 1  | 0  | 2  | 2  | 5  | –3  |
| Ghana           | B     | 2   | 3  | 0  | 2  | 1  | 5  | 6  | –1  |
| Zambia          | F     | 2   | 3  | 0  | 2  | 1  | 2  | 3  | –1  |

     – Combinación que se dio en esta edición.
| Terceros lugares clasificados | Terceros lugares clasificados | Terceros lugares clasificados | Terceros lugares clasificados | Terceros lugares clasificados | Terceros lugares clasificados |    | 1A vs. | 1B vs. | 1C vs. | 1D vs. |
| ----------------------------- | ----------------------------- | ----------------------------- | ----------------------------- | ----------------------------- | ----------------------------- | -- | ------ | ------ | ------ | ------ |
| A                             | B                             | C                             | D                             |                               |                               | 3C | 3D     | 3A     | 3B     |        |
| A                             | B                             | C                             |                               | E                             |                               | 3C | 3A     | 3B     | 3E     |        |
| A                             | B                             | C                             |                               |                               | F                             | 3C | 3A     | 3B     | 3F     |        |
| A                             | B                             |                               | D                             | E                             |                               | 3D | 3A     | 3B     | 3E     |        |
| A                             | B                             |                               | D                             |                               | F                             | 3D | 3A     | 3B     | 3F     |        |
| A                             | B                             |                               |                               | E                             | F                             | 3E | 3A     | 3B     | 3F     |        |
| A                             |                               | C                             | D                             | E                             |                               | 3C | 3D     | 3A     | 3E     |        |
| A                             |                               | C                             | D                             |                               | F                             | 3C | 3D     | 3A     | 3F     |        |
| A                             |                               | C                             |                               | E                             | F                             | 3C | 3A     | 3F     | 3E     |        |
| A                             |                               |                               | D                             | E                             | F                             | 3D | 3A     | 3F     | 3E     |        |
|                               | B                             | C                             | D                             | E                             |                               | 3C | 3D     | 3B     | 3E     |        |
|                               | B                             | C                             | D                             |                               | F                             | 3C | 3D     | 3B     | 3F     |        |
|                               | B                             | C                             |                               | E                             | F                             | 3E | 3C     | 3B     | 3F     |        |
|                               | B                             |                               | D                             | E                             | F                             | 3E | 3D     | 3B     | 3F     |        |
|                               |                               | C                             | D                             | E                             | F                             | 3C | 3D     | 3F     | 3E     |        |

## Fase final

### Cuadro de desarrollo
|  | Octavos de final                 | Octavos de final                 |                                   |       | Cuartos de final             | Cuartos de final             |                                    |                                    | Semifinales | Semifinales |  |  | Final | Final |
|  |                                  |                                  |                                   |       |                              |                              |                                    |                                    |             |             |  |  |       |       |
|  | 27 de enero – Abiyán (Houphouët) |                                  |                                   |       |                              |                              |                                    |                                    |             |             |  |  |       |       |
|  |                                  |                                  |                                   |       |                              |                              |                                    |                                    |             |             |  |  |       |       |
|  | Nigeria                          | 2                                |                                   |       |                              |                              |                                    |                                    |             |             |  |  |       |       |
|  | Nigeria                          | 2                                | 2 de febrero – Abiyán (Houphouët) |       |                              |                              |                                    |                                    |             |             |  |  |       |       |
|  | Camerún                          | 0                                |                                   |       |                              |                              |                                    |                                    |             |             |  |  |       |       |
|  | Camerún                          | 0                                | Nigeria                           | 1     |                              |                              |                                    |                                    |             |             |  |  |       |       |
|  | 27 de enero – Bouaké             |                                  | Nigeria                           | 1     |                              |                              |                                    |                                    |             |             |  |  |       |       |
|  |                                  | Angola                           | 0                                 |       |                              |                              |                                    |                                    |             |             |  |  |       |       |
|  | Angola                           | Angola                           | 0                                 | 3     |                              |                              |                                    |                                    |             |             |  |  |       |       |
|  | Angola                           |                                  | 7 de febrero – Bouaké             | 3     |                              |                              |                                    |                                    |             |             |  |  |       |       |
|  | Namibia                          | 0                                |                                   |       |                              |                              |                                    |                                    |             |             |  |  |       |       |
|  | Namibia                          | 0                                | Nigeria                           | 1 (4) |                              |                              |                                    |                                    |             |             |  |  |       |       |
|  | 29 de enero – Abiyán (Houphouët) |                                  | Nigeria                           | 1 (4) |                              |                              |                                    |                                    |             |             |  |  |       |       |
|  |                                  | Sudáfrica                        | 1 (2)                             |       |                              |                              |                                    |                                    |             |             |  |  |       |       |
|  | Cabo Verde                       | Sudáfrica                        | 1 (2)                             | 1     |                              |                              |                                    |                                    |             |             |  |  |       |       |
|  | Cabo Verde                       | 3 de febrero – Yamusukro         |                                   | 1     |                              |                              |                                    |                                    |             |             |  |  |       |       |
|  | Mauritania                       | 0                                |                                   |       |                              |                              |                                    |                                    |             |             |  |  |       |       |
|  | Mauritania                       | 0                                | Cabo Verde                        | 0 (1) |                              |                              |                                    |                                    |             |             |  |  |       |       |
|  | 30 de enero – San Pedro          |                                  | Cabo Verde                        | 0 (1) |                              |                              |                                    |                                    |             |             |  |  |       |       |
|  |                                  | Sudáfrica                        | 0 (2)                             |       |                              |                              |                                    |                                    |             |             |  |  |       |       |
|  | Marruecos                        | Sudáfrica                        | 0 (2)                             | 0     |                              |                              |                                    |                                    |             |             |  |  |       |       |
|  | Marruecos                        |                                  | 11 de febrero – Abiyán (Ouattara) | 0     |                              |                              |                                    |                                    |             |             |  |  |       |       |
|  | Sudáfrica                        | 2                                |                                   |       |                              |                              |                                    |                                    |             |             |  |  |       |       |
|  | Sudáfrica                        | 2                                | Nigeria                           | 1     |                              |                              |                                    |                                    |             |             |  |  |       |       |
|  | 30 de enero – Korhogo            |                                  | Nigeria                           | 1     |                              |                              |                                    |                                    |             |             |  |  |       |       |
|  |                                  | Costa de Marfil                  | 2                                 |       |                              |                              |                                    |                                    |             |             |  |  |       |       |
|  | Malí                             | Costa de Marfil                  | 2                                 | 2     |                              |                              |                                    |                                    |             |             |  |  |       |       |
|  | Malí                             | 3 de febrero – Bouaké            |                                   | 2     |                              |                              |                                    |                                    |             |             |  |  |       |       |
|  | Burkina Faso                     | 1                                |                                   |       |                              |                              |                                    |                                    |             |             |  |  |       |       |
|  | Burkina Faso                     | 1                                | Malí                              | 1     |                              |                              |                                    |                                    |             |             |  |  |       |       |
|  | 29 de enero – Yamusukro          |                                  | Malí                              | 1     |                              |                              |                                    |                                    |             |             |  |  |       |       |
|  |                                  | Costa de Marfil (t. s.)          | 2                                 |       |                              |                              |                                    |                                    |             |             |  |  |       |       |
|  | Senegal                          | Costa de Marfil (t. s.)          | 2                                 | 1 (4) |                              |                              |                                    |                                    |             |             |  |  |       |       |
|  | Senegal                          |                                  | 7 de febrero Abiyán (Ouattara)    | 1 (4) |                              |                              |                                    |                                    |             |             |  |  |       |       |
|  | Costa de Marfil                  | 1 (5)                            |                                   |       |                              |                              |                                    |                                    |             |             |  |  |       |       |
|  | Costa de Marfil                  | 1 (5)                            | Costa de Marfil                   | 1     |                              |                              |                                    |                                    |             |             |  |  |       |       |
|  | 28 de enero – San Pedro          |                                  | Costa de Marfil                   | 1     |                              |                              |                                    |                                    |             |             |  |  |       |       |
|  |                                  | R. D. Congo                      | 0                                 |       | Partido por el tercer puesto | Partido por el tercer puesto |                                    |                                    |             |             |  |  |       |       |
|  | Egipto                           | R. D. Congo                      | 0                                 | 1 (7) | Partido por el tercer puesto | Partido por el tercer puesto |                                    |                                    |             |             |  |  |       |       |
|  | Egipto                           | 2 de febrero – Abiyán (Ouattara) | 2 de febrero – Abiyán (Ouattara)  | 1 (7) |                              |                              | 10 de febrero – Abiyán (Houphouët) | 10 de febrero – Abiyán (Houphouët) |             |             |  |  |       |       |
|  | R. D. Congo                      | 2 de febrero – Abiyán (Ouattara) | 2 de febrero – Abiyán (Ouattara)  | 1 (8) |                              |                              | 10 de febrero – Abiyán (Houphouët) | 10 de febrero – Abiyán (Houphouët) |             |             |  |  |       |       |
|  | R. D. Congo                      | R. D. Congo                      | 3                                 | 1 (8) | Sudáfrica                    | 0 (6)                        |                                    |                                    |             |             |  |  |       |       |
|  | 28 de enero – Abiyán (Ouattara)  | R. D. Congo                      | 3                                 |       | Sudáfrica                    | 0 (6)                        |                                    |                                    |             |             |  |  |       |       |
|  |                                  | Guinea                           | 1                                 |       | R. D. Congo                  | 0 (5)                        |                                    |                                    |             |             |  |  |       |       |
|  | Guinea Ecuatorial                | Guinea                           | 1                                 | 0     | R. D. Congo                  | 0 (5)                        |                                    |                                    |             |             |  |  |       |       |
|  | Guinea Ecuatorial                |                                  |                                   | 0     |                              |                              |                                    |                                    |             |             |  |  |       |       |
|  | Guinea                           | 1                                |                                   |       |                              |                              |                                    |                                    |             |             |  |  |       |       |
|  | Guinea                           | 1                                |                                   |       |                              |                              |                                    |                                    |             |             |  |  |       |       |

- Los horarios corresponden al huso horario local de Costa de Marfil: (UTC±0).

### Octavos de final
| 27 de enero de 2024 | Angola                         | 3:0 (2:0) | Namibia | Estadio Bouaké, Bouaké                                                       |                                                                              |
| 17:00               | Gelson 38', 42' · Mabululu 66' | Reporte   |         | Asistencia: 28 663 espectadores Árbitro(s): Dahane Beida VAR: Mohamed Ashour | Asistencia: 28 663 espectadores Árbitro(s): Dahane Beida VAR: Mohamed Ashour |

| 27 de enero de 2024 | Nigeria          | 2:0 (1:0) | Camerún | Estadio Félix Houphouët-Boigny, Abiyán                                        |                                                                               |
| 20:00               | Lookman 36', 90' | Reporte   |         | Asistencia: 22 085 espectadores Árbitro(s): Rédouane Jiyed VAR: Samir Guezzaz | Asistencia: 22 085 espectadores Árbitro(s): Rédouane Jiyed VAR: Samir Guezzaz |

| 28 de enero de 2024 | Guinea Ecuatorial | 0:1 (0:0) | Guinea     | Estadio Alassane Ouattara, Abiyán                                                       |                                                                                         |
| 17:00               |                   | Reporte   | Bayo 90+8' | Asistencia: 36 340 espectadores Árbitro(s): Omar Abdulkadir Artan VAR: Lahlou Benbraham | Asistencia: 36 340 espectadores Árbitro(s): Omar Abdulkadir Artan VAR: Lahlou Benbraham |

| 28 de enero de 2024 | Egipto                                                                                     | 1:1 (1:1, 1:1) (t. s.)(7:8 p.) | República Democrática del Congo                                                              | Estadio Laurent Pokou, San Pedro                                            |                                                                             |
| 20:00               | Mostafa Mohamed 45+1' (pen.)                                                               | Reporte                        | Meschak 37'                                                                                  | Asistencia: 12 342 espectadores Árbitro(s): Abongile Tom VAR: Daniel Laryea | Asistencia: 12 342 espectadores Árbitro(s): Abongile Tom VAR: Daniel Laryea |
|                     |                                                                                            | Tiros desde el punto penal     |                                                                                              |                                                                             |                                                                             |
|                     | Abdelmonem · Mostafa Mohamed · Marmoush · Kamal · Hany · Hegazy · Fathi · Hamada · Gabaski |                                | Moutoussamy · Masuaku · Dianagana · Silas · Tshibola · Kalulu · Mbemba · Inonga Baka · Mpasi |                                                                             |                                                                             |

| 29 de enero de 2024 | Cabo Verde        | 1:0 (0:0) | Mauritania | Estadio Félix Houphouët-Boigny, Abiyán                                    |                                                                           |
| 17:00               | Mendes 88' (pen.) | Reporte   |            | Asistencia: 16 088 espectadores Árbitro(s): Mohamed Adel VAR: Maria Rivet | Asistencia: 16 088 espectadores Árbitro(s): Mohamed Adel VAR: Maria Rivet |

| 29 de enero de 2024 | Senegal                                          | 1:1 (1:1, 1:0) (t. s.)(4:5 p.) | Costa de Marfil                          | Estadio Charles Konan Banny, Yamusukro                                         |                                                                                |
| 20:00               | H. Diallo 4'                                     | Reporte                        | Kessié 86' (pen.)                        | Asistencia: 19 948 espectadores Árbitro(s): Pierre Atcho VAR: Mahmoud El-Banna | Asistencia: 19 948 espectadores Árbitro(s): Pierre Atcho VAR: Mahmoud El-Banna |
|                     |                                                  | Tiros desde el punto penal     |                                          |                                                                                |                                                                                |
|                     | Koulibaly · Matar Sarr · Niakhaté · Dieng · Mané |                                | Pépé · Kouamé · Haller · Aurier · Kessié |                                                                                |                                                                                |

| 30 de enero de 2024 | Malí                             | 2:1 (1:0) | Burkina Faso         | Estadio Amadou Gon Coulibaly, Korhogo                                           |                                                                                 |
| 17:00               | Tapsoba 3' (a.g.) · Sinayoko 47' | Reporte   | B. Traoré 57' (pen.) | Asistencia: 19 184 espectadores Árbitro(s): Ibrahim Mutaz VAR: Lahlou Benbraham | Asistencia: 19 184 espectadores Árbitro(s): Ibrahim Mutaz VAR: Lahlou Benbraham |

| 30 de enero de 2024 | Marruecos | 0:2 (0:0) | Sudáfrica                   | Estadio Laurent Pokou, San Pedro                                              |                                                                               |
| 20:00               |           | Reporte   | Makgopa 57' · Mokoena 90+5' | Asistencia: 19 078 espectadores Árbitro(s): Mahmood Ismail VAR: Daniel Laryea | Asistencia: 19 078 espectadores Árbitro(s): Mahmood Ismail VAR: Daniel Laryea |

### Cuartos de final
| 2 de febrero de 2024 | Nigeria     | 1:0 (1:0) | Angola | Estadio Félix Houphouët-Boigny, Abiyán                                |                                                                       |
| 17:00                | Lookman 41' | Reporte   |        | Asistencia: 18 757 espectadores Árbitro(s): Issa Sy VAR: Dahane Beida | Asistencia: 18 757 espectadores Árbitro(s): Issa Sy VAR: Dahane Beida |

| 2 de febrero de 2024 | República Democrática del Congo             | 3:1 (1:1) | Guinea          | Estadio Alassane Ouattara, Abiyán                                               |                                                                                 |
| 20:00                | Mbemba 27' · Wissa 65' (pen.) · Masuaku 82' | Reporte   | Bayo 20' (pen.) | Asistencia: 33 278 espectadores Árbitro(s): Mustapha Ghorbal VAR: Daniel Laryea | Asistencia: 33 278 espectadores Árbitro(s): Mustapha Ghorbal VAR: Daniel Laryea |

| 3 de febrero de 2024 | Malí         | 1:2 (1:1, 0:0) (t. s.) | Costa de Marfil              | Estadio Bouaké, Bouaké                                                        |                                                                               |
| 17:00                | Dorgeles 71' | Reporte                | Adingra 90' · Diakité 120+2' | Asistencia: 39 836 espectadores Árbitro(s): Mohamed Adel VAR: Akhona Makalima | Asistencia: 39 836 espectadores Árbitro(s): Mohamed Adel VAR: Akhona Makalima |

| 3 de febrero de 2024 | Cabo Verde                                     | 0:0 (t. s.)(1:2 p.)        | Sudáfrica                         | Estadio Charles Konan Banny, Yamusukro                                                    |                                                                                           |
| 20:00                |                                                | Reporte                    |                                   | Asistencia: 12 162 espectadores Árbitro(s): Jean Jacques Ndala Ngambo VAR: Mohamed Ashour | Asistencia: 12 162 espectadores Árbitro(s): Jean Jacques Ndala Ngambo VAR: Mohamed Ashour |
|                      |                                                | Tiros desde el punto penal |                                   |                                                                                           |                                                                                           |
|                      | Bebé · Semedo · L. Duarte · Teixeira · Andrade |                            | Mokoena · Lepasa · Modiba · Mvala |                                                                                           |                                                                                           |

### Semifinales
| 7 de febrero de 2024 | Nigeria                                          | 1:1 (1:1, 0:0) (t. s.)(4:2 p.) | Sudáfrica                             | Estadio Bouaké, Bouaké                                                      |                                                                             |
| 17:00                | Troost-Ekong 67' (pen.)                          | Reporte                        | Mokoena 90' (pen.)                    | Asistencia: 31 227 espectadores Árbitro(s): Amin Omar VAR: Lahlou Benbraham | Asistencia: 31 227 espectadores Árbitro(s): Amin Omar VAR: Lahlou Benbraham |
|                      |                                                  | Tiros desde el punto penal     |                                       |                                                                             |                                                                             |
|                      | Moffi · Omeruo · Aina · Troost-Ekong · Iheanacho |                                | Mokoena · Mayambela · Makgopa · Mvala |                                                                             |                                                                             |

| 7 de febrero de 2024 | Costa de Marfil | 1:0 (0:0) | República Democrática del Congo | Estadio Alassane Ouattara, Abiyán                                          |                                                                            |
| 20:00                | Haller 65'      | Reporte   |                                 | Asistencia: 51 020 espectadores Árbitro(s): Mutaz Ibrahim VAR: Maria Rivet | Asistencia: 51 020 espectadores Árbitro(s): Mutaz Ibrahim VAR: Maria Rivet |

### Definición del tercer puesto
| 10 de febrero de 2024 | Sudáfrica                                                       | 0:0 (6:5 p.)               | República Democrática del Congo                                     | Estadio Félix Houphouët-Boigny, Abiyán                                                  |                                                                                         |
| 20:00                 |                                                                 | Reporte                    |                                                                     | Asistencia: 21 975 espectadores Árbitro(s): Bamlak Tessema Weyesa VAR: Lahlou Benbraham | Asistencia: 21 975 espectadores Árbitro(s): Bamlak Tessema Weyesa VAR: Lahlou Benbraham |
|                       |                                                                 | Tiros desde el punto penal |                                                                     |                                                                                         |                                                                                         |
|                       | Mokoena · Sibisi · Monare · Modiba · Lepasa · Appollis · Xulu · |                            | Moutoussamy · Mfulu · Bakambu · Kayembe · Mbemba · Wissa · Meschack |                                                                                         |                                                                                         |

### Final
| 11 de febrero de 2024 | Nigeria          | 1:2 (1:0) | Costa de Marfil         | Estadio Alassane Ouattara, Abiyán                                            |                                                                              |
| 20:00                 | Troost-Ekong 37' | Reporte   | Kessié 62' · Haller 81' | Asistencia: 57 094 espectadores Árbitro(s): Dahane Beida VAR: Mohamed Ashour | Asistencia: 57 094 espectadores Árbitro(s): Dahane Beida VAR: Mohamed Ashour |

|                                     |
| Bandera de Costa de Marfil          |
| Campeón Costa de Marfil 3.er título |

## Estadísticas
| #  | Jugador              | Selección         | Goles |
| -- | -------------------- | ----------------- | ----- |
| 1° | Emilio N'Sue         | Guinea Ecuatorial | 5     |
| 2° | Gelson Dala          | Angola            | 4     |
|    | Mostafa Mohamed      | Egipto            | 4     |
|    | William Troost-Ekong | Nigeria           | 4     |

| #  | Jugador               | Selección         | Asistencias |
| -- | --------------------- | ----------------- | ----------- |
| 1° | Fredy Ribeiro         | Angola            | 3           |
|    | Sadio Mané            | Senegal           | 3           |
|    | Georges-Kévin Nkoudou | Camerún           | 3           |
|    | Pepín                 | Guinea Ecuatorial | 3           |
| 5° | Kamory Doumbia        | Malí              | 2           |

### Jugadores con tres o más goles en un partido
| Pos. | Jugador     | Goles | Fecha               | Local             |                              | Resultado |                         | Visitante    | Reporte   |
| ---- | ----------- | ----- | ------------------- | ----------------- | ---------------------------- | --------- | ----------------------- | ------------ | --------- |
| 1    | Emilio Nsue | 3     | 18 de enero de 2024 | Guinea Ecuatorial | Bandera de Guinea Ecuatorial | 4 - 2     | Bandera de Guinea-Bisáu | Guinea-Bisáu | Jornada 2 |

### Clasificación general
La clasificación general indica la posición que ocupó cada selección al finalizar el torneo. El rendimiento se obtiene de la relación entre los puntos obtenidos y los partidos jugados por las selecciones y se expresa en porcentajes. La tabla se divide según la fase alcanzada por cada país.
Si algún partido de la segunda fase se definió mediante tiros de penal, el resultado final del tiempo reglamentario del partido se considera como empate.

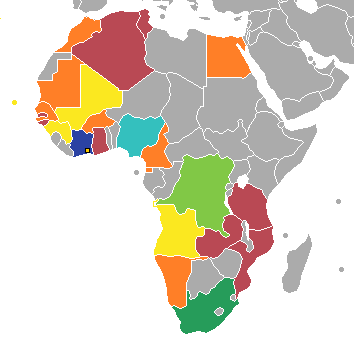
Países participantes según la fase alcanzada en el torneo.
Ganador
Subcampeón
Tercer lugar
Cuarto lugar
Cuartos de final
Octavos de final
Fase de grupos

| Ganador Subcampeón Tercer lugar | Cuarto lugar Cuartos de final | Octavos de final Fase de grupos |

| Pos. | Selección                       | Pts. | PJ | PG | PE | PP | GF | GC | DG | Rend.  |
| ---- | ------------------------------- | ---- | -- | -- | -- | -- | -- | -- | -- | ------ |
| 1    | Costa de Marfil                 | 13   | 7  | 4  | 1  | 2  | 8  | 8  | 0  | 61.9%  |
| 2    | Nigeria                         | 14   | 7  | 4  | 2  | 1  | 8  | 4  | 4  | 66.67% |
| 3    | Sudáfrica                       | 10   | 7  | 2  | 4  | 1  | 7  | 3  | 4  | 47.62% |
| 4    | República Democrática del Congo | 8    | 7  | 1  | 5  | 1  | 6  | 5  | 1  | 38.1%  |
| 5    | Cabo Verde                      | 11   | 5  | 3  | 2  | 0  | 8  | 3  | 5  | 73.33% |
| 6    | Angola                          | 10   | 5  | 3  | 1  | 1  | 9  | 4  | 5  | 66.67% |
| 7    | Malí                            | 8    | 5  | 2  | 2  | 1  | 6  | 4  | 2  | 53.33% |
| 8    | Guinea                          | 7    | 5  | 2  | 1  | 2  | 4  | 6  | –2 | 46.67% |
| 9    | Senegal                         | 10   | 4  | 3  | 1  | 0  | 9  | 2  | 7  | 83.33% |
| 10   | Guinea Ecuatorial               | 7    | 4  | 2  | 1  | 1  | 9  | 4  | 5  | 58.33% |
| 11   | Marruecos                       | 7    | 4  | 2  | 1  | 1  | 5  | 3  | 1  | 58.33% |
| 12   | Egipto                          | 4    | 4  | 0  | 4  | 0  | 7  | 7  | 0  | 33.33% |
| 13   | Burkina Faso                    | 4    | 4  | 1  | 1  | 2  | 4  | 6  | –2 | 33.33% |
| 14   | Camerún                         | 4    | 4  | 1  | 1  | 2  | 5  | 8  | –3 | 33.33% |
| 15   | Namibia                         | 4    | 4  | 1  | 1  | 2  | 1  | 7  | –6 | 33.33% |
| 16   | Mauritania                      | 3    | 4  | 1  | 0  | 3  | 3  | 5  | –2 | 25%    |
| 17   | Ghana                           | 2    | 3  | 0  | 2  | 1  | 5  | 6  | –1 | 22.22% |
| 18   | Argelia                         | 2    | 3  | 0  | 2  | 1  | 3  | 4  | –1 | 22.22% |
| 19   | Zambia                          | 2    | 3  | 0  | 2  | 1  | 2  | 3  | –1 | 22.22% |
| 20   | Túnez                           | 2    | 3  | 0  | 2  | 1  | 1  | 2  | –1 | 22.22% |
| 21   | Mozambique                      | 2    | 3  | 0  | 2  | 1  | 4  | 7  | –3 | 22.22% |
| 22   | Tanzania                        | 2    | 3  | 0  | 2  | 1  | 1  | 4  | –3 | 22.22% |
| 23   | Guinea-Bisáu                    | 0    | 3  | 0  | 0  | 3  | 2  | 7  | –5 | 0%     |
| 24   | Gambia                          | 0    | 3  | 0  | 0  | 3  | 2  | 7  | –5 | 0%     |

## Premios y reconocimientos

### Distinciones individuales
| Premio                | Jugador              | Selección         |
| --------------------- | -------------------- | ----------------- |
| Mejor jugador         | William Troost-Ekong | Nigeria           |
| Bota de oro (5 goles) | Emilio Nsue          | Guinea Ecuatorial |
| Guante de Oro         | Ronwen Williams      | Sudáfrica         |
| Mejor jugador joven   | Simon Adingra        | Costa de Marfil   |

### Mejor entrenador
| Selección  | Selección       |
| ---------- | --------------- |
| Emerse Faé | Costa de Marfil |

Emerse Faé fue reconocido como el mejor técnico del torneo por su destacada labor al dirigir a Costa de Marfil, contrastando con la destitución de Jean-Louis Gasset en la misma competencia, quien fue despedido debido a los pobres resultados obtenidos durante la fase de grupos.

### Premio Fair-Play
| Selección |
| --------- |
| Sudáfrica |

## Símbolos y mercadeo

### Balón
El 12 de octubre de 2023, la CAF y Puma presentaron "Pokou" como balón oficial de la edición del torneo antes del sorteo de la fase final. El nombre fue elegido en honor al fallecido legendario delantero marfileño Laurent Pokou, conocido localmente por anotar cinco goles en la victoria por 6-1 sobre Etiopía en la edición de 1970 del torneo que se ha mantenido como un récord hasta la fecha. 

### Mascota
La junta organizadora de la Copa Africana de Naciones 2023 dio a conocer a; "Akwaba", que significa "Bienvenido" en lengua Baoulé. Es un elefante, que es el símbolo animal de Costa de Marfil. Su uniforme se parece a los colores locales de Costa de Marfil. 

### Canción oficial
El 12 de octubre de 2023, la CAF dio a conocer la canción oficial de la competición durante el sorteo oficial. La canción contó con la participación de la cantante nigeriana Yemi Alade, ganador del premio MTV, el rapero egipcio Mohamed Ramadan y la banda de música marfileña Magic System. Titulado "Akwaba", que significa "Bienvenido" en el idioma nativo de Baoulé, el himno es una emocionante fusión de afrobeat, rap y zouglou en una mezcla musical única que permanece profundamente arraigada en la tradición de los himnos anteriores del concurso. 